# ボーイングNLA
ボーイングNLA（Boeing NLA）とは、アメリカの航空機メーカーボーイング社がボーイング747ジャンボジェットよりも大型の旅客機の構想として発表した、New Large Aircraft構想(新大型機旅客機計画)のことである。

## 概要
1991年6月にボーイング747-400をベースに大型化を図る「747-X計画」を発表し、その後1992年3月に「747-400発達型」とは別に全てを新設計とした機体を発表したが、後者の計画のことである。
このNLAは747-400発達型を含めて5機種が検討されていた。その後、1機種に絞ることとなっていた。
NLAは500席以上の機体市場を狙って発表されたもので、同時期にはエアバスA3XX（現在のA380）とマクドネル・ダグラスMD-12の構想も発表されていた。しかしながら、この計画はライバルメーカーの計画を牽制するために発表した側面もあり、ボーイング社は同規模の旅客機市場では複数のメーカーが参入するほどの市場規模はないとして、実際に開発に着手することはなく、ボーイング747の性能向上型の開発に力を入れるようになった。次世代超大型機の構想は水面下に沈み、この市場はエアバス社のA380が独占するように見えた。しかし、ボーイング社も簡単にユーザーを見放すことはせず747Advanced 計画として再び浮上して来た。そして2005年11月15日、日本貨物航空とカーゴルックスによる発注(貨物型)によりボーイング747-8として正式ローンチすることとなった。この型は前述の「新大型旅客機構想」の答えである。

## 構想上の機体性能
- 操縦乗員:2
- 乗客:606
- 全幅：77.7m
- 離陸重量:1,214,800ポンド（552,182kg）
- エンジン出力:70,000lbf（310kN）×4
- 航続距離:14,538km（9,086マイル）

## 他の検討された機体のスペック
開発名：ボーイング747-X型(総二階建て構造,開発凍結)
- 全長:70m
- 全幅:80m
- 全高:23m
- 座席数:800席(モノクラス)
- 最大離陸重量:565t